# Chrysoprasis globulicollis
Chrysoprasis globulicollis là một loài bọ cánh cứng trong họ Cerambycidae.